# Naturparkwanderweg (Schleswig-Holstein)

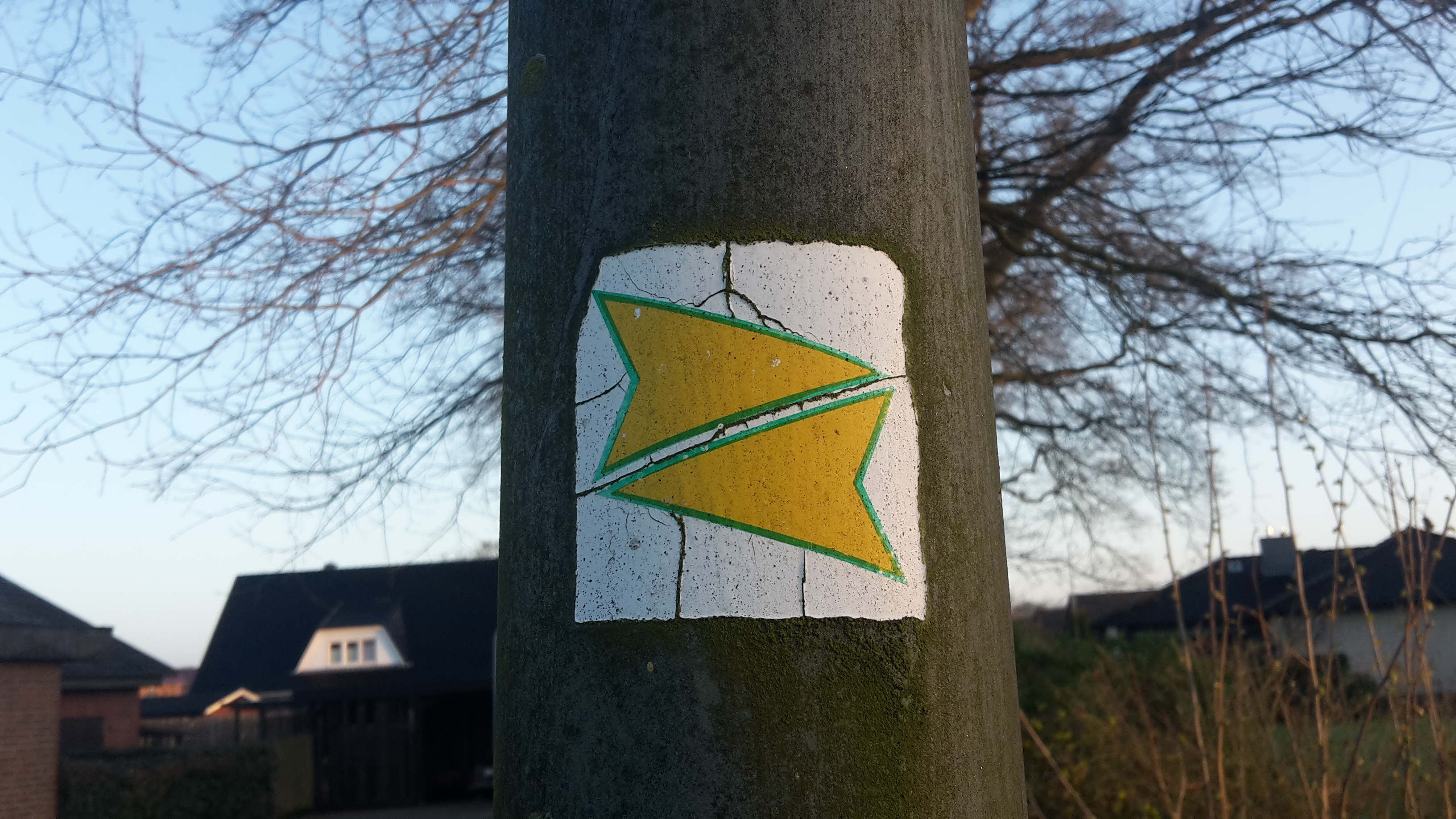
Wegweiser am Naturparkweg in Aukrug

Der Naturparkweg ist ein Wanderweg, der fünf Naturparke in Schleswig-Holstein verbindet. 

## Verlauf
Der Weg führte ursprünglich von Eckernförde über Aschberg, Sehestedt, Westensee, Brammer, Aukrug, Brokstedt, Wiemersdorf, Fehrenbötel, Blunk, Bad Segeberg. Geplant war eine Verlängerung über Bad Oldesloe zu den Lauenburgischen Seen.
Die Markierung erfolgt durch einen gelben Pfeil, der grün gerandet ist. Die Wegelänge beträgt 118 Kilometer.
2019 wurde der Weg unter dem Namen Naturparkwanderweg durch eine Arbeitsgemeinschaft der vier Naturparke Schlei, Hüttener Berge, Westensee und Aukrug auf einer etwas veränderten Trasse von Maasholm über Aschberg nach Brokstedt neu eröffnet.
Der Abschnitt von Brokstedt nach Bad Segeberg wird weiter vom Wanderverein Norddeutschland betreut.

### Neueröffnung 2021
- Naturparkwanderweg. AG Naturparkwanderweg, abgerufen am 18. April 2023.
- Presseerklärung. Ministerium für Energiewende, Klimaschutz, Umwelt und Natur, 2. August 2021, abgerufen am 18. April 2023.

### Ursprüngliche Trasse
- Naturparkweg. Wanderverband Norddeutschland e.V., archiviert vom Original am 15. Dezember 2009.
- Naturparkweg. Naturpark Holsteinische Schweiz, archiviert vom Original am 27. Januar 2012.
- Naturparkweg